# Ходжаев, Джура (Герой Социалистического Труда)
Джура Ходжаев — советский узбекистанский хозяйственный деятель, Герой Социалистического Труда.

## Биография
Родился в 1893 году (по некоторым данным — в 1889 году) в кишлаке Сочак.
В 1931—1953 — бригадир виноградарской бригады колхоза имени Кирова Комсомольского района Самаркандской области.
В 1948 году получил во главе бригады урожай винограда в 303 ц/га на площади в 13,5 га.
Указом Президиума Верховного Совета СССР от 12 июля 1949 года присвоено звание Героя Социалистического Труда с вручением ордена Ленина и золотой медали «Серп и Молот».
С 1954 — персональный пенсионер республиканского значения.
Умер после 1979 года в Самаркандской области.

## Награды и звания
- Герой Социалистического Труда (12.07.1949)
- Орден Ленина (12.07.1949)